# Vibilia propinqua
Vibilia propinqua är en kräftdjursart som beskrevs av Stebbing 1888. Vibilia propinqua ingår i släktet Vibilia och familjen Vibiliidae. Inga underarter finns listade i Catalogue of Life.